# Tancoite
La tancoite è un minerale.